# 中寨乡 (全南县)
中寨乡，是中华人民共和国江西省赣州市全南县下辖的一个乡镇级行政单位。

## 行政区划
中寨乡下辖以下地区：
中寨村、筠竹村、中坑村、罗坊村、玉舍村、黄泥水村、黄竹龙村和田在村。